# Assemblée préfectorale de Nagasaki
3-1, quartier Onoue, ville de Nagasaki, préfecture de Nagasaki, Japon
Le Parlement de la préfecture de Nagasaki (長崎県議会, Nagasaki-ken gikai?) est l'organe législatif de la Préfecture de Nagasaki. Comme dans toutes les préfectures, il est élu pour quatre ans, par vote unique non transférable dans des districts électoraux avec un ou plusieurs sièges. Il est responsable pour rédiger et mettre en œuvre les décisions de la préfecture, pour l'approbation du budget et pour les nominations administratives importantes au sein du gouvernement de la préfecture, y compris les vice-gouverneurs de la préfecture. L'assemblée a 46 membres, élus pour des mandats de 4 ans.

## Histoire
En 1878, le gouvernement central publie par proclamation du Grand Conseil d'État (ja) le règlement sur les assemblées préfectorales, posant les bases légales de la tenue d’assemblées locales dans tout le pays.
L’année suivante, le 31 janvier 1879, se tient la première élection des conseillers préfectoraux couvrant un territoire incluant l’actuelle préfecture de Saga. Un total de 62 conseillers est élu, dont 36 issus de la zone correspondant à l’actuelle préfecture de Nagasaki et 26 de celle de Saga, répartis sur une circonscription de 20 districts formant une seule circonscription.
Les conditions d’éligibilité exigent d’être un homme âgé d’au moins 25 ans, domicilié dans le district électoral concerné, et acquittant au moins 10 yens de taxe foncière annuelle (ja). Les mandats, d'une durée de quatre ans, sont non rémunérés et considérés comme des charges honorifiques. Le renouvellement des sièges se fait par moitié tous les deux ans.
Le 17 mars 1879, la première session extraordinaire de l’Assemblée préfectorale de Nagasaki se tient au temple Kōeiji (ja), situé dans le quartier Okemachi de la ville de Nagasaki.
Le président de séance est Matsuda Masahisa (ja), représentant du district d’Ogi (actuellement dans la préfecture de Saga). Au cours de cette session, les débats portent notamment sur la proposition de règlement intérieur de l’assemblée.
La préfecture ne disposant pas encore de bâtiment dédié aux sessions, le temple Kōeiji est loué pour 85 yens par mois à cet effet.
La session extraordinaire prend fin le 20 mars. Deux jours plus tard, le 22 mars, s’ouvre la première session ordinaire de l’assemblée. Matsuda Masahisa y est officiellement élu président, tandis que Eguchi Rokuzō, du district de Saga, est élu vice-président. La majorité des postes clés (commissions, etc.) sont alors attribués à des élus originaires de la région de Saga.
En octobre 1881, une nouvelle salle d’assemblée est inaugurée dans le parc Suwa, situé à Terayama-machi (ville de Nagasaki). Ce bâtiment, appelé « Salle de l’Assemblée préfectorale et pavillon de réception » (県会議事院兼交親館), remplace le temple Kōeiji comme lieu de réunion de l’assemblée.
Le 9 mai 1883, la préfecture de Saga est détachée de celle de Nagasaki et devient une entité administrative indépendante. Dès lors, la circonscription de Nagasaki est redéfinie. Elle comprend un quartier urbain (Nagasaki) et dix districts ruraux : Higashisonogi, Nishisonogi, Minamitakaki (ja), Kitatakaki (ja), Minamimatsuura, Kitamatsuura, Iki, Ishida (ja), Kamiagata (ja) et Shimoagata (ja). En conséquence de cette réorganisation territoriale, le nombre de conseillers préfectoraux est fixé à 34 à partir de juillet 1883.
En mai 1890, loi sur l’administration des préfectures (ja) et la loi sur l'administration des districts (ja) sont promulguées. Toutefois, en raison du grand nombre d’îles isolées dans la préfecture de Nagasaki, leur application est retardée. Finalement, la loi sur les districts est appliquée en avril 1897, suivie de celle sur les préfectures en septembre de la même année. Puis, à la suite d’une révision complète de ces lois en 1899, le nombre de conseillers est ramené à 33.
En juillet 1926, l'entrée en vigueur de la loi sur le suffrage universel entraîne une réforme du système électoral local. Celui-ci abandonne le suffrage censitaire, fondé sur le niveau de taxation, au profit d’un suffrage universel masculin, accordé à tous les hommes âgés de 25 ans ou plus. La première élection basée sur ce système réformé se tient en 1927. Le nombre de conseillers préfectoraux est alors fixé à 38.
Le 3 novembre 1946, la nouvelle Constitution du Japon est promulguée. Elle inscrit le suffrage universel dans la loi fondamentale et l’étend à tous les citoyens âgés de 20 ans ou plus, sans distinction de sexe. Conformément à la loi sur l’autonomie locale, la première élection préfectorale sous ce nouveau cadre légal a lieu en avril 1947. 51 conseillers sont élus, dont une femme. Depuis cette date, des élections préfectorales sont organisées tous les quatre ans. En juillet 1953, un nouveau bâtiment de l’assemblée préfectorale est achevé et devient le siège officiel de l’institution.
Le 10 juillet 1969, le président de l’assemblée, Tatsumi Ikeda (ja), est poignardé à mort près de son domicile situé à Iragami, dans la ville de Nagasaki. L’enquête ne permet pas d’identifier le coupable, et la prescription de l’affaire est atteinte en 1984, sans que le meurtre soit élucidé.
À partir des élections du 8 avril 2007, une importante réforme du découpage électoral est mise en œuvre en raison des fusions de municipalités. Le nombre total de sièges est réduit de 51 à 46, bien que le nombre de circonscriptions reste fixé à 17.
Lors des élections générales du 10 avril 2011, une nouvelle modification des circonscriptions est introduite : la ville de Sasebo et le district de Kitamatsuura sont regroupés en une seule circonscription, portant ainsi le nombre total de circonscriptions à 16.
Le 16 mars 2012, l’Assemblée préfectorale de Nagasaki adopte la Déclaration fondamentale de l’Assemblée préfectorale de Nagasaki (長崎県議会基本条例). Ce texte prévoit notamment l’introduction d’un système de sessions annuelles en continu.
Le 13 juillet 2012, pour la première fois depuis la fondation du Parti libéral-démocrate (PLD) en 1955, un président de l’assemblée issu d’un groupe non affilié au PLD — en l'occurrence le groupe Kaihaku 21 (改革21) — est élu à la tête de l’institution.
Cependant, ce système de session permanente est aboli avec l’adoption, le 25 février 2014, de la Règlementation sur les sessions ordinaires de l’Assemblée préfectorale de Nagasaki (長崎県議会定例会条例), au profit de 4 sessions par an.